# La Bénisson-Dieu
La Bénisson-Dieu is een gemeente in het Franse departement Loire (regio Auvergne-Rhône-Alpes) en telt 444 inwoners (1999). De plaats maakt deel uit van het arrondissement Roanne.

## Geografie
De oppervlakte van La Bénisson-Dieu bedraagt 11,2 km², de bevolkingsdichtheid is 39,6 inwoners per km².
De onderstaande kaart toont de ligging van La Bénisson-Dieu met de belangrijkste infrastructuur en aangrenzende gemeenten.

## Demografie
Onderstaande figuur toont het verloop van het inwonertal (bron: INSEE-tellingen).

1. ↑  Populations de référence 2022.